# Cilia (Perú)
Cilia, también escrito como Silia, es un caserío peruano ubicado en el distrito de Canchaque, perteneciente a la provincia de Huancabamba del departamento de Piura, al norte del Perú. 

## Ubicación
Cilia se ubica al noroeste de la provincia de Huancabamba, en el distrito de Canchaque, en el departamento de Piura.

## Demografía
En 2017 Cilia tenía una población de 124 habitantes.
| Gráfica de evolución demográfica de Cilia entre 1993 y 2017 |
|                                                             |
| Fuentes: Población 1993 y 2017                              |